# Ленінський (Первомайський район)
Ле́нінський (рос. Ленинский) — селище у складі Первомайського району Оренбурзької області, Росія.

## Населення
Населення — 777 осіб (2010; 848 у 2002).
Національний склад (станом на 2002 рік):
- росіяни — 77 %